# Yara-Werk Brunsbüttel

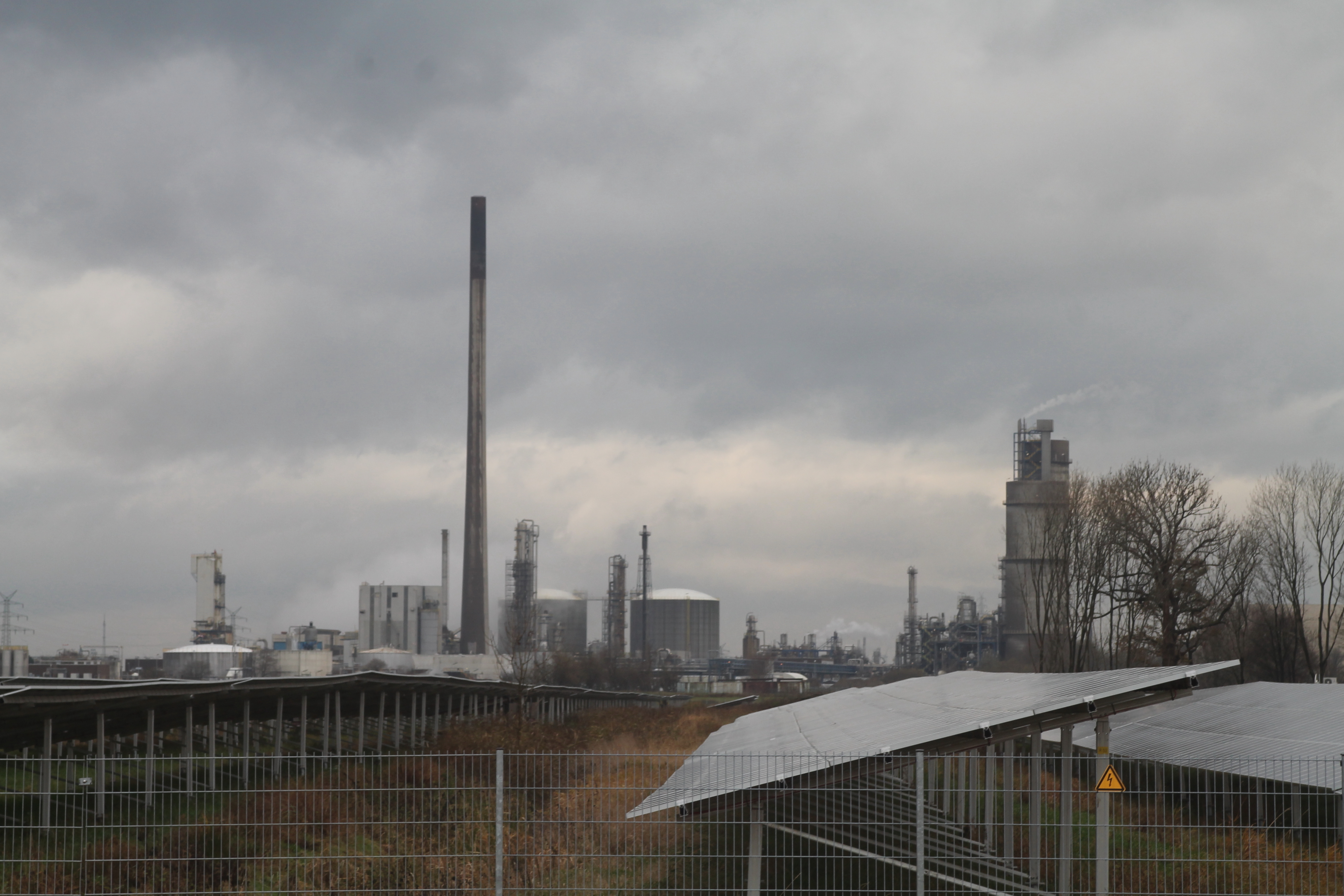
Yara-Werk Brunsbüttel

Das Yara-Werk Brunsbüttel (Yara GmbH & Co. KG) ist ein Tochterunternehmen der Yara International und eine der größten Fabriken in Brunsbüttel. Brunsbüttel ist neben Rostock der zweite Standort des norwegischen Konzerns in Deutschland.

## Beschreibung
Der Standort Brunsbüttel liegt in Büttel, im ChemCoast Park Brunsbüttel, am Eingang des Nord-Ostsee-Kanals und der Mündung der Elbe in die Nordsee, hat also direkte Verbindungen zur Nord- und Ostsee. Das Werk Brunsbüttel betreibt zwei Produktionseinheiten: eine Ammoniak- und eine Harnstoffanlage. Der 178 Meter hohe Kamin des Werks ist der höchste Kamin in Schleswig-Holstein.
Nach eigenen Angaben ist das Werk der weltweit größte Produzent von AdBlue mit einer Kapazität von 1,1 Millionen Tonnen pro Jahr. Aufgrund der sehr energieintensiven Produktion verbraucht das Yara-Werk Brunsbüttel mit 0,7 Milliarden Kubikmetern jährlich rund ein Prozent des gesamten deutschen Erdgasbedarfs.
Das Yara-Werk Brunsbüttel beschäftigt 237 Mitarbeiter, zuzüglich 23 Auszubildende in verschiedenen Berufen (Stand 2018).

## Geschichte
Am 10. Juni 1976 wurde das Werk unter dem Namen Veba Chemie gegründet. Im September 1978 begann die Produktion, vier Monate später erfolgte eine Umbenennung in Chemische Werke Hüls.
Im Jahr 1984 erfolgte eine weitere Umbenennung in AMH Chemie Oil. Im August 1985 wurde das Werk von Norsk Hydro übernommen, eine Umbenennung erfolgte. 1988 gab es eine Umbenennung in Ruhr-Stickstoff AG, im Juni 1989 in Norsk Hydro Ruhr, bis die Fabrik ein Jahr später in Norsk Hydro Agrar umbenannt wurde. 1992 wurde das Werk in Hydro Agri Brunsbüttel GmbH umbenannt. Die bisher letzte Umbenennung erfolgte 2004, als das Werk in Yara umbenannt wurde.

## Produktion
Produktionseinheiten
- Luftzerlegung nach dem Linde-Verfahren
- Ammoniaksynthese nach dem Haber-Bosch-Verfahren – 2300 Tonnen Produktionslimit am Tag
- Harnstoffsynthese – 2100 Tonnen Produktionskapazität am Tag

Lagerkapazitäten
- 17.500 Kubikmeter - AdBlue Lösung